# 윤금선아
윤금선아(1986년 11월 5일 ~ )는 대한민국의 배우이다.

## 출연 작품

### 영화
- 《정순》 (2024년) - 유진 역
- 《하루》 (2022년)
- 《한나 때문에》 (2021년) - 유영 역
- 《디바》 (2020년) - 황현신 역
- 《이장》 (2020년) - 혜연 역
- 《타짜: 원 아이드 잭》 (2019년) - 해장국집 종업원 역
- 《너는 결코 서둘지 말라》 (2018년) - 선미 역
- 《마감일》 (2018년) - 슬기 역
- 《보강촬영》 (2018년) - 서예리 역
- 《위르트에서》 (2016년)  - 윤서 역
- 《가려진 시간》 (2016년) - 매표소 직원 역
- 《일어서는 인간》 (2016년) - 미나 역
- 《중급불어》 (2015년)
- 《여름의 끝자락》 (2015년) - 주연 역
- 《미션스쿨》 (2015년) - 은지 역
- 《창백한 얼굴들》 (2015년)
- 《연희》 (2014년) - 연희 역
- 《아리수신화》 (2013년)
- 《출구, 감옥 속의 살인자들》 (2013년) - 샤론 역
- 《강철유리》 (2013년) - 유리 역
- 《플라멩코 소녀》 (2013년) - 정혜 역
- 《잉투기》 (2013년) - 단신학생 역
- 《우물》 (2012년)
- 《가위에 눌린》 (2012년) - 미정 역
- 《홍시》 (2012년) - 미자 역
- 《열일곱, 그리고 여름》 (2011년)

### 드라마
- 《굿파트너》 (2024년, SBS) - 김민정 역
- 《연인》 (2023년, MBC) - 들분 역
- 《레이스》 (2023년, Disney+) - 이실장 역
- 《며느라기2…ing》 (2021년, 카카오TV) - 유미 역
- 《이렇게 된 이상 청와대로 간다》 (2021년, wavve)- 조리나 역
- 《마인:MINE》 (2021년, tvN) - 황경혜 역
- 《며느라기》 (2020년, 카카오TV) - 유미 역
- 《슬기로운 의사생활》 (2020년, tvN) - 재원 어머니 역
- 《더 킹 : 영원의 군주》 (2020년, SBS)
- 《조선로코-녹두전》 (2019년, KBS2) - 이말년 역
- 《킹덤》 (2019년, 넷플릭스) - 임산부 역
- 《최고의 이혼》 (2018년, KBS2)

## 수상
022.
- 2021년 제24회 부산독립영화제 최우수연기상
- 2015년 제41회 서울독립영화제 독립스타상
- 2015년 제9회 대전독립영화제 심사위원 특별언급상
- 2015년 제14회 미쟝센 단편영화제 연기부문 심사위원 특별상